# 阿弗德納河
13°38′42″N 39°18′50″E / 13.645°N 39.314°E

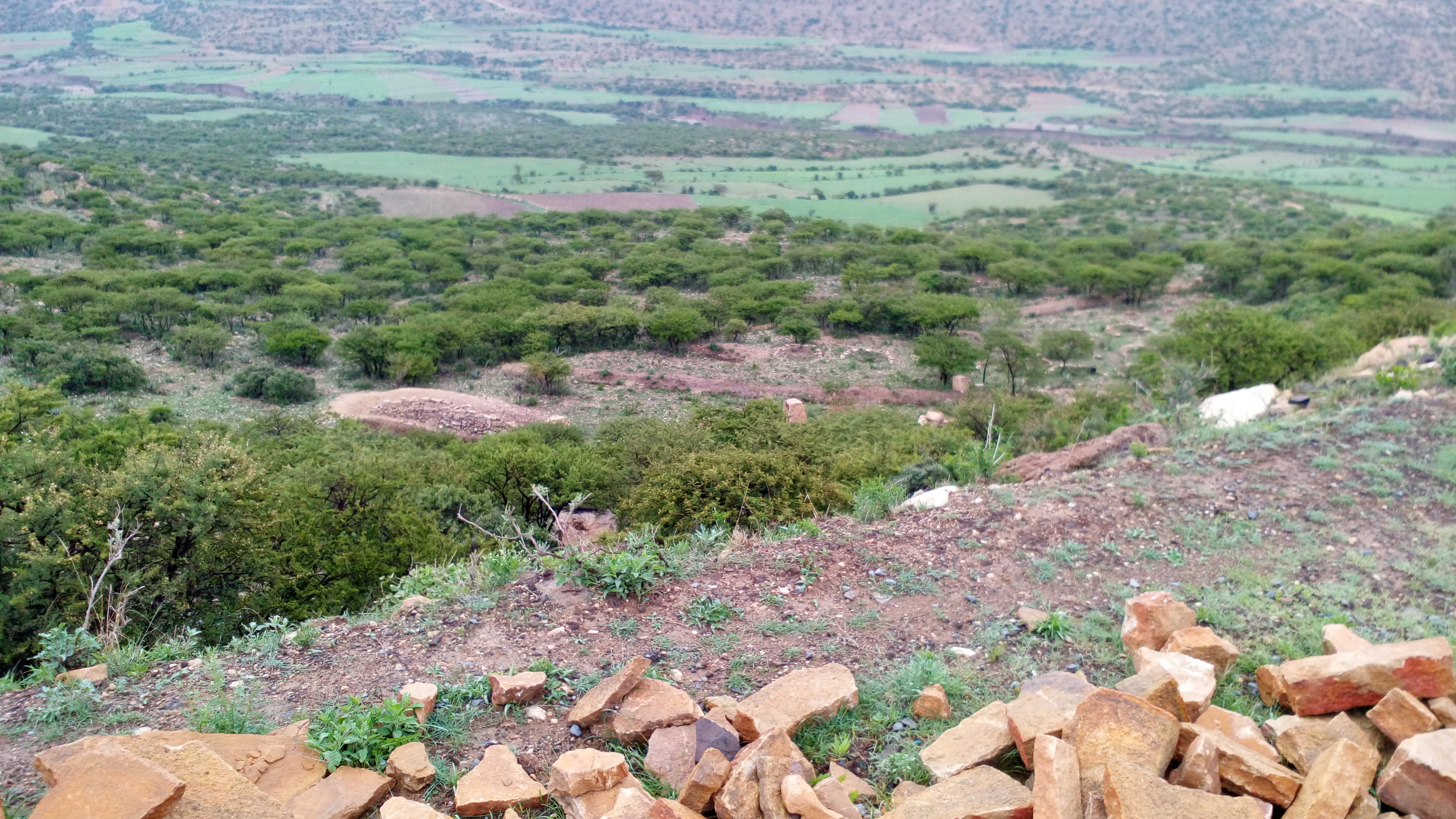

阿弗德納河是埃塞俄比亞的河流，位於該國北部，處於提格雷州，屬於尼羅河流域的一部分，河道全長6.5公里，最終注入胡魯拉河。